# Achyra imperialis
Achyra imperialis is een vlinder uit de familie van de grasmotten (Crambidae). De wetenschappelijke naam van deze soort is voor het eerst voorgesteld als Eurycreone imperialis door Christian Johannes Amandus Sauber in een publicatie uit 1899.
De soort komt voor in de Filipijnen (Luzon).